# نانیادی
نانیادی (انگلیسی: Nanyady) یک شهرک در شهرستان یانائولسکی استان باشقیرستان کشور روسیه است.